# Billal Sebaihi
Billal Sebaihi (Lione, 31 maggio 1992) è un calciatore francese, centrocampista svincolato.

## Carriera
Ha giocato nella massima serie dei campionati algerino, portoghese, kazako e rumeno.

## Palmarès

### Club

#### Competizioni nazionali
- Supercoppa di Lituania: 1

Žalgiris: 2023